# Steatoda maura
Steatoda maura är en spindelart som först beskrevs av Simon 1909.  Steatoda maura ingår i släktet vaxspindlar, och familjen klotspindlar. Inga underarter finns listade i Catalogue of Life.